# Santa Rosa del Conlara
Santa Rosa del Conlara – miasto w Argentynie, w prowincji San Luis, stolica departamentu Junín.
Według danych szacunkowych na rok 2010 miejscowość liczyła 5 511 mieszkańców.